# Billy et Mandy, aventuriers de l'au-delà
Billy et Mandy, aventuriers de l'au-delà ou Malices et Menaces pour ses deux premières saisons (The Grim Adventures of Billy & Mandy ou Grim & Evil) est une série d'animation américaine créée par Maxwell Atoms et produite chez Cartoon Network Studios pour une diffusion sur la chaîne de télévision Cartoon Network, initialement entre le 24 août 2001 et le 12 octobre 2008 aux États-Unis. La série suit deux jeunes enfants, Mandy et Billy, servi par Faucheur après que ce dernier a perdu un pari pour emporter l'âme du hamster de Billy. Un total de sept saisons et de 84 épisodes ont été diffusés.
La série est bien accueillie par l'ensemble des critiques et rédactions, et a été récompensée trois fois. Quelques produits dérivés inspirés de la série ont également été commercialisés.

## Scénario
La série se centre sur les exploits de deux jeunes enfants — l'optimiste mais naïf Billy, et la sinistre mais néanmoins intelligente Mandy. Un jour, alors qu'ils célébraient le dixième anniversaire du vieil hamster de Billy, Monsieur P'tit Bout, Faucheur apparaît. Celui-ci vient prendre l'âme du vieil hamster, mais, à sa surprise, Billy et Mandy ne sont pas du tout effrayé par lui. Mandy refuse de donner l'âme du hamster au Faucheur et propose plutôt de jouer à un jeu dont l'âme du hamster en serait le prix (un hommage au film classique Le Septième Sceau). Si Faucheur gagne, il pourra emporter l'âme du hamster. Faucheur, persuadé par avance de sa victoire, leur dit que, s'ils gagnent il deviendra leur meilleur ami « pour toujours ». Ils jouent finalement au jeu du limbo, le jeu préféré du Faucheur. Cependant celui-ci perd à cause du hamster qui l'attaque, et depuis, Faucheur est condamné à être le meilleur ami des deux jeunes enfants, comme il leur a promis. Faucheur est très déprimé durant ses premiers jours de servitude, mais alors que le temps passe, il s'adapte au fur et à mesure à sa nouvelle vie. Malgré ça, il a une relation amicale et haineuse envers Billy et Mandy et désire se libérer de cet esclavage en les tuant (ce qu'il mentionne à chaque passage dans certains épisodes).
Quelques monstres fictifs de la culture populaire y ont été parodiés comme Dracula et le Loup-garou. La continuité de l'émission est assez loin d'être claire, car de nombreux épisodes se terminent sur des situations complexes non-élucidées.

### Personnages
Faucheur est un squelette anthropomorphe, possédant un accent jamaïcain dans la version originale, portant une cape noire et tenant habituellement une faux. À la suite de sa défaite lors d'une partie de limbo face à Billy et Mandy, Faucheur est forcé de devenir leur meilleur ami pour l'éternité. Bien que Billy soit amical et gentil envers lui, Mandy le traite froidement et d'une manière dominante, ce qui l'irrite et l'agace au plus haut point. Cependant, au fil des épisodes, il se lie d'une amitié inattendue avec ses deux petits maîtres.
Billy est un jeune garçon au faible QI et cause pas mal de problèmes au groupe. Il porte une casquette rouge, un pantalon bleu, et un t-shirt blanc rayé, des baskets rouges et possède un nez rosé. Billy se comporte habituellement bien avec Faucheur, bien que Mandy perçoive ce dernier comme un serviteur plus fidèle que Faucheur. Il est effrayé par les clowns et les insectes. Malgré tout, Billy reste un personnage amical,.
Mandy est une jeune fille arrogante et cynique blonde portant des petits chaussures noires, et une robe rose claire. Mandy, contrairement à Billy, est intelligente et attiré par la puissance absolue, l'intimidation, le chaos et le règne, personnalité qu'elle utilise contre Faucheur pour que ce dernier lui obéisse. Billy et Mandy sont perçus comme deux meilleurs amis, bien que cette relation amicale ne soit pas toujours réciproque. Elle ne sourit jamais et refuse de l'admettre lorsqu'elle sourit. Ses parents sont effrayés par son comportement. Mandy obtient habituellement ce qu'elle veut par l'intimidation,. *

## Épisodes
La série originale de Billy et Mandy, aventuriers de l'au-delà est initialement diffusée aux États-Unis sur la chaîne de télévision Cartoon Network entre le 24 août 2001 et le 12 octobre 2008 aux États-Unis. En France, la série est également diffusée sur Cartoon Network, puis plus tard sur Boing. Au Québec, la série a été diffusée sur Télétoon. En Belgique, la série a été diffusée sur Club RTL. Au départ, la série était (avec Vil Con Carne) un segment de la série Malices et Menaces.

## Téléfilms
Trois téléfilms ont été inspirés de la série. Le premier se nomme originellement Billy & Mandy's Big Boogey Adventure ("La grande aventure de CroqueMitaine" en français) et a été commercialisé en DVD en avril 2007. Commonsense lui attribue deux étoiles sur cinq et affirme que la série convient aux plus de 8 ans avec comme commentaire : « indéniablement grossier, mais hilarant. » DVDverdict.com attribue également une note similaire. Un deuxième téléfilm nommé Wrath of the Spider Queen ("Le courroux de la reine des araignées" en français) a été diffusé en 2007 sur Cartoon Network. Le 12 octobre 2008, un troisième et dernier téléfilm intitulé Underfist: Halloween Bash ("Super Poing" en Français), a été diffusé.

## Musique
Les compositions de la série sont de Gregory Hinde, Drew Neumann et Guy Moon,,. Deux chansons ont été composées par Voltaire.

## Jeux vidéo
Un jeu vidéo, Billy et Mandy, aventuriers de l'au-delà, a été développé par Midway Games, et commercialisé aux États-Unis le 2 octobre 2006.
Billy et Mandy et le Faucheur sont jouables dans le jeu vidéo Cartoon Network : Le Choc des héros et plusieurs niveaux et arènes sont basées sur le dessin animé.

## Distribution
| Personnages notables                | Voix originales             | Voix françaises                                  |
| ----------------------------------- | --------------------------- | ------------------------------------------------ |
| Billy                               | Richard Steven Horvitz (en) | Michel Mella                                     |
| Harold, le père de Billy            | Richard Steven Horvitz (en) | Michel Mella                                     |
| Mandy                               | Grey DeLisle                | Dorothée Pousséo                                 |
| Dr Major Castro                     | Grey DeLisle                | Danièle Hazan                                    |
| Irwin                               | Vanessa Marshall            | Danièle Hazan                                    |
| Le Faucheur                         | Greg Eagles                 | Sylvain Lemarié                                  |
| Sperg                               | Greg Eagles                 | Pascal Casanova                                  |
| Eris                                | Rachael MacFarlane          | Patricia Legrand                                 |
| Mindy                               | Rachael MacFarlane          | Patricia Legrand                                 |
| Gladys, la mère de Billy            | Jennifer Hale               | Patricia Legrand                                 |
| Mme Butterbean, la maîtresse        | Renee Raudman               | Patricia Legrand                                 |
| Le général Balafre (ou Skarr en VO) | Armin Shimerman             | Patrick Guillemin                                |
| Nergal                              | Martin Jarvis               | Patrick Guillemin                                |
| Hoss Delgado                        | Diedrich Bader              | Michel Vigné                                     |
| Lord Moldy Butt                     | John Kassir                 | Michel Vigné                                     |
| Dracula                             | Phil LaMarr                 | Michel Vigné                                     |
| Hector Con Carne                    | Phil LaMarr                 | Benoît Allemane et Daniel Beretta (voix chantée) |
| Le juge de l'au-delà                | Phil LaMarr                 | Christian Pélissier                              |
| Dick, le père d'Irwin               | Phil LaMarr                 | Jean-Loup Horwitz                                |
| Jeff l'araignée                     | Maxwell Atoms               | Sébastien Desjours                               |
| Nanny                               | Mitzi McCall                | Isabelle Leprince                                |
| Le croque-mitaine                   | Fred Willard                | Bernard Alane                                    |
| Puddin                              | Jane Carr                   | Nathalie Bienaimé                                |
| Nergal Jr.                          | Debi Derryberry             | Nathalie Bienaimé                                |
| Charles, le Seigneur du Mal         | Henry Gibson                | Bernard Métraux                                  |
| Dean Todblatt                       | John Vernon                 | Bernard Métraux                                  |
| Nigel Planter                       | Jake Thomas                 | Stéphanie Lafforgue                              |
| L'alien mangeur de cerveaux         | Jeff Bennett                | Pierre-François Pistorio                         |
| Pandora                             | Nika Futterman              | Céline Ronté                                     |
| Blandy                              | Richard Steven Horvitz      | Céline Ronté                                     |

- Voix additionnelles : Gérard Surugue, Jean-Claude Donda et Monique Thierry.
Version française
  - Studio de doublage : Dubbing Brothers
  - Direction artistique : Danièle Bachelet[14]
  - Adaptation : Emmanuel Jacomy